# Csorvás alsó
Csorvás alsó (węg. Csorvás alsó megállóhely) – przystanek kolejowy w miejscowości Csorvás, w komitacie Békés, na Węgrzech. 
Znajduje się na linii 135 Szeged – Békéscsaba. Obsługuje wyłącznie pociągi regionalne. 

## Linie kolejowe
- Linia 135 Szeged – Békéscsaba